# Campeonato Chileno de Futebol de 2022
A Primeira División do Campeonato Chileno de Futebol de 2022, oficialmente Campeonato Nacional AFP PlanVital de 2022 por motivos de patrocínio, foi a 106ª edição da principal divisão de futebol do Chile. O certame é organizado pela Asociación Nacional de Fútbol Profesional (ANFP), entidade esportiva ligada à Federação de Futebol do Chile (FFC). A temporada começará em 27 de março. Além disso, essa temporada marca a volta de Coquimbo Unido à primeira divisão, após 1 ano de ausência, depois de vencer a Primeira B de 2021. 
A Universidad Católica é a atual campeã, defendendo uma sequência de quatro títulos seguidos.

## Regulamento
As 16 equipes jogarão 30 partidas cada em dois turnos sob o sistema de todos contra todos. Neste torneio, será usado o sistema de pontos corridos, de acordo com a regulamentação da IFAB, dando três pontos ao vencedor, um ponto às equipes que empatarem e nenhum ponto ao perdedor.
O campeão, o vice-campeão e o terceiro colocado se classificarão para a Copa Libertadores da América de 2023, enquanto os 4º, 5º, 6º e 7º colocados ganharão uma vaga à Copa Sul-Americana de 2023.
Na zona de rebaixamento da tabela, a última equipe cairá de divisão de forma direta, enquanto a equipe na 15ª colocação jogará uma repescagem com o vencedor da liguilla da Primera B de 2022.

### Critérios de desempate
1. Pontos;
2. Saldo de gols;
3. Vitórias;
4. Gols marcados;
5. Gols marcados como visitante;
6. Cartões vermelhos;
7. Cartões amarelos;
8. Sorteio.[2]

Caso haja empate em pontos na primeira colocação, o campeão será definido em uma partida extra em campo neutro. Caso o empate em pontos seja entre mais de duas equipes, os critérios de desempate deverão ser aplicados até que haja apenas duas equipes, e estas se enfrentarão na partida extra.

## Participantes

### Ascensos e descensos
| Clube          | Promovido como            |
| -------------- | ------------------------- |
| Coquimbo Unido | Campeão da Primera B 2021 |

| Clube              | Rebaixado como                        |
| ------------------ | ------------------------------------- |
| Deportes Melipilla | 17º na tabela de rebaixamento de 2021 |
| Santiago Wanderers | 18º na tabela geral de 2021           |

### Informações dos clubes
| Equipe               | Cidade       | Região                    | Em 2021 | Estádio (mando)               | Capac. | Títulos (último)      |
| -------------------- | ------------ | ------------------------- | ------- | ----------------------------- | ------ | --------------------- |
| Antofagasta          | Antofagasta  | Antofagasta               | 6º      | Bicentenario Calvo y Bascuñán | 21 100 | 0 (não possui)        |
| Audax Italiano       | Santiago     | Metropolitana de Santiago | 3º      | Bicentenario de La Florida    | 12 000 | 4 (último em 1957)    |
| Cobresal             | El Salvador  | Atacama                   | 9º      | El Cobre                      | 11 240 | 1 (em 2015–C)         |
| Colo-Colo            | Santiago     | Metropolitana de Santiago | 2º      | Monumental                    | 47 000 | 32 (último em 2017–T) |
| Coquimbo Unido       | Coquimbo     | Coquimbo                  | 1º (B)  | Francisco Sánchez Rumoroso    | 18 750 | 0 (não possui)        |
| Curicó Unido         | Curicó       | Maule                     | 14º     | Bicentenario La Granja        | 08 278 | 0 (não possui)        |
| Deportes La Serena   | La Serena    | Coquimbo                  | 10º     | La Portada                    | 14 000 | 0 (não possui)        |
| Everton              | Viña del Mar | Valparaíso                | 12º     | Sausalito                     | 21 000 | 4 (último em 2008–A)  |
| Huachipato           | Talcahuano   | Bío-Bío                   | 15º     | Huachipato – CAP Acero        | 10 500 | 2 (último em 2012–C)  |
| O'Higgins            | Rancagua     | O'Higgins                 | 13º     | El Teniente                   | 10 550 | 1 (em 2013–A)         |
| Ñublense             | Chillán      | Ñuble                     | 7º      | Nelson Oyarzún Arenas         | 10 550 | 0 (não possui)        |
| Palestino            | Santiago     | Metropolitana de Santiago | 8º      | Municipal de La Cisterna      | 12 000 | 2 (último em 1978)    |
| Unión Española       | Santiago     | Metropolitana de Santiago | 5º      | Santa Laura – Universidad SEK | 19 877 | 7 (último em 2013–T)  |
| Unión La Calera      | La Calera    | Valparaíso                | 4º      | Nicolás Chahuán Nazar         | 09 200 | 0 (não possui)        |
| Universidad Católica | Santiago     | Metropolitana de Santiago | 1º      | San Carlos de Apoquindo       | 14 880 | 16 (Atual campeão)    |
| Universidad de Chile | Santiago     | Metropolitana de Santiago | 11º     | Estádio Nacional              | 48 665 | 18 (último em 2017–C) |

## Classificação
| Pos | Equipe               | Pts | J  | V  | E  | D  | GP | GC | SG  | Classificação ou descenso                                                   |
| --- | -------------------- | --- | -- | -- | -- | -- | -- | -- | --- | --------------------------------------------------------------------------- |
| 1   | Colo-Colo            | 63  | 30 | 18 | 9  | 3  | 54 | 17 | +37 | Classificação para a Fase de Grupos da Copa Libertadores da América de 2023 |
| 2   | Ñublense             | 52  | 30 | 14 | 10 | 6  | 46 | 32 | +14 | Classificação para a Fase de Grupos da Copa Libertadores da América de 2023 |
| 3   | Curicó Unido         | 49  | 30 | 13 | 10 | 7  | 48 | 30 | +18 | Classificação para a 2ª Fase da Copa Libertadores da América de 2023        |
| 4   | Cobresal             | 45  | 30 | 13 | 6  | 11 | 44 | 39 | +5  | Classificação para a 1ª Fase da Copa Sul-Americana de 2023                  |
| 5   | Universidad Católica | 45  | 30 | 13 | 6  | 11 | 41 | 38 | +3  | Classificação para a 1ª Fase da Copa Sul-Americana de 2023                  |
| 6   | Audax Italiano       | 45  | 30 | 12 | 9  | 9  | 44 | 42 | +2  | Classificação para a 1ª Fase da Copa Sul-Americana de 2023                  |
| 7   | O'Higgins            | 44  | 30 | 11 | 11 | 8  | 32 | 31 | +1  | Classificação para a 1ª Fase da Copa Sul-Americana de 2023                  |
| 8   | Palestino            | 43  | 29 | 11 | 10 | 8  | 42 | 35 | +7  |                                                                             |
| 9   | Everton              | 42  | 30 | 9  | 15 | 6  | 40 | 27 | +13 |                                                                             |
| 10  | Unión La Calera      | 39  | 30 | 9  | 12 | 9  | 35 | 41 | −6  |                                                                             |
| 11  | Unión Española       | 37  | 30 | 10 | 7  | 13 | 37 | 44 | −7  |                                                                             |
| 12  | Huachipato           | 35  | 30 | 10 | 5  | 15 | 32 | 46 | −14 |                                                                             |
| 13  | Universidad de Chile | 30  | 30 | 8  | 6  | 16 | 35 | 50 | −15 |                                                                             |
| 14  | Coquimbo Unido       | 27  | 30 | 7  | 6  | 17 | 32 | 52 | −20 |                                                                             |
| 15  | Deportes La Serena   | 27  | 30 | 7  | 6  | 17 | 28 | 56 | −28 | Rebaixado para a Primera B                                                  |
| 16  | Antofagasta          | 26  | 29 | 6  | 8  | 15 | 23 | 34 | −11 | Rebaixado para a Primera B                                                  |

### Desempenho por rodada
|          | 1ª  | 2ª  | 3ª | 4ª | 5ª  | 6ª  | 7ª  | 8ª  | 9ª  | 10ª | 11ª | 12ª | 13ª | 14ª | 15ª |
| 1º Turno | CUR | CUR | UC | UC | ÑUB | ÑUB | COB | COL | COL | COL | COL | COL | COL | COL | COL |

|          | 16ª | 17ª | 18ª | 19ª | 20ª | 21ª | 22ª | 23ª | 24ª | 25ª | 26ª | 27ª | 28ª | 29ª | 30ª |
| 2º Turno | COL | COL | COL | COL | COL | COL | COL | COL | COL | COL | COL | COL | COL | COL | COL |

### Resultados
| Mandante \ Visitante | ANT | AUD | CSL | CC  | COQ | CUR | DLS | EVE | HUA | ÑUB | OHI | PAL | UE  | ULC | UC  | UCH |
| -------------------- | --- | --- | --- | --- | --- | --- | --- | --- | --- | --- | --- | --- | --- | --- | --- | --- |
| Antofagasta          | —   | 2–3 | 0–1 | 0–1 | 2–1 | 0–0 | 2–2 | 2–2 | 0–0 | 1–0 | 1–0 | –   | 2–0 | 0–0 | 0–2 | 1–1 |
| Audax Italiano       | 0–3 | —   | 2–2 | 1–2 | 1–1 | 1–1 | 3–0 | 1–0 | 1–1 | 1–2 | 2–1 | 3–1 | 0–1 | 0–2 | 3–2 | 2–0 |
| Cobresal             | 2–1 | 0–1 | —   | 0–2 | 2–1 | 2–3 | 1–1 | 0–0 | 2–0 | 1–1 | 2–0 | 1–0 | 2–0 | 3–1 | 3–1 | 1–0 |
| Colo-Colo            | 1–0 | 1–1 | 2–1 | —   | 4–0 | 1–1 | 3–0 | 2–0 | 1–0 | 0–0 | 2–0 | 1–0 | 4–0 | 4–0 | 0–0 | 4–1 |
| Coquimbo Unido       | 3–2 | 0–1 | 3–1 | 0–2 | —   | 1–1 | 2–0 | 1–1 | 1–2 | 0–1 | 0–1 | 2–2 | 2–4 | 3–2 | 2–3 | 1–0 |
| Curicó Unido         | 2–0 | 4–1 | 1–0 | 1–2 | 3–0 | —   | 1–0 | 0–4 | 4–0 | 1–2 | 5–0 | 0–0 | 0–1 | 2–0 | 3–2 | 3–1 |
| Deportes La Serena   | 0–1 | 3–2 | 2–3 | 1–1 | 1–1 | 1–3 | —   | 1–3 | 0–1 | 3–0 | 1–0 | 0–0 | 1–2 | 2–1 | 0–4 | 1–2 |
| Everton              | 3–0 | 0–0 | 3–3 | 1–1 | 2–0 | 1–1 | 4–0 | —   | 0–1 | 1–1 | 0–0 | 0–0 | 2–1 | 0–1 | 1–1 | 2–1 |
| Huachipato           | 1–0 | 2–1 | 1–0 | 1–0 | 0–1 | 2–2 | 2–3 | 1–1 | —   | 1–3 | 1–2 | 2–1 | 2–5 | 3–4 | 1–0 | 4–0 |
| Ñublense             | 1–1 | 1–2 | 3–2 | 1–1 | 2–1 | 3–1 | 3–1 | 2–1 | 2–0 | —   | 2–2 | 2–0 | 1–2 | 0–0 | 4–0 | 3–2 |
| O'Higgins            | 1–0 | 2–2 | 1–0 | 1–1 | 2–1 | 0–0 | 3–0 | 2–0 | 1–1 | 1–0 | —   | 1–2 | 2–2 | 2–2 | 2–1 | 1–0 |
| Palestino            | 1–0 | 3–3 | 3–1 | 0–5 | 5–1 | 2–1 | 5–0 | 1–4 | 5–0 | 1–1 | 1–0 | —   | 1–0 | 0–0 | 3–2 | 1–2 |
| Unión Española       | 2–0 | 2–3 | 2–2 | 2–1 | 1–3 | 1–3 | 0–1 | 1–1 | 1–0 | 1–0 | 0–0 | 1–1 | —   | 1–1 | 1–2 | 1–1 |
| Unión La Calera      | 1–1 | 1–0 | 0–2 | 2–1 | 2–0 | 0–0 | 1–1 | 1–1 | 1–0 | 2–2 | 0–0 | 2–2 | 2–1 | —   | 4–0 | 2–4 |
| Universidad Católica | 1–0 | 1–0 | 1–0 | 1–1 | 2–0 | 1–0 | 0–2 | 0–1 | 1–0 | 2–2 | 2–2 | 0–1 | 2–1 | 3–0 | —   | 2–1 |
| Universidad de Chile | 2–1 | 2–3 | 3–4 | 1–3 | 0–0 | 1–1 | 2–0 | 1–1 | 3–2 | 0–1 | 0–1 | 0–0 | 2–0 | 2–1 | 0–3 | —   |

## Premiação
| Campeonato Chileno de Futebol de 2022 Primeira Divisão | Campeonato Chileno de Futebol de 2022 Primeira Divisão |
| ------------------------------------------------------ | ------------------------------------------------------ |
| Colo-Colo Campeão (33º título)                         |                                                        |